# Ritomeče
Ritomeče je naselje v Občini Hrpelje - Kozina.